# Pot-Black 1969
Il Pot-Black 1969 è stato il quarto ed ultimo evento professionistico della stagione 1968-1969 di snooker, il quarto ed ultimo Non-Ranking, e la 1ª edizione di questo torneo, che si è disputato nel gennaio 1969, presso gli BBC Studios di Birmingham, in Inghilterra.
Il torneo è stato vinto da Ray Reardon, il quale ha battuto in finale John Spencer per 1-0 (88-29). Il gallese si è aggiudicato così il suo primo Pot-Black e il suo primo titolo Non-Ranking in carriera.
Il break più alto del torneo è stato un 99, realizzato da Ray Reardon.

## Montepremi
- Vincitore: £1000

## Tabellone
|  | Quarti di finale            | Quarti di finale       | Quarti di finale   |             |                        | Semifinali   | Semifinali | Semifinali |  |  | Finale                 | Finale       | Finale |
|  |                             |                        |                    |             |                        |              |            |            |  |  |                        |              |        |
|  | Inghilterra (bandiera)      | John Spencer           | 1                  |             |                        |              |            |            |  |  |                        |              |        |
|  | Irlanda del Nord (bandiera) | Jackie Rea             | 0                  |             |                        |              |            |            |  |  |                        |              |        |
|  | Irlanda del Nord (bandiera) | Jackie Rea             | 0                  |             | Inghilterra (bandiera) | Rex Williams | 1          |            |  |  |                        |              |        |
|  |                             |                        |                    |             | Inghilterra (bandiera) | Rex Williams | 1          |            |  |  |                        |              |        |
|  |                             | Inghilterra (bandiera) | Kingsley Kennerley | 0           |                        |              |            |            |  |  |                        |              |        |
|  | Inghilterra (bandiera)      | Inghilterra (bandiera) | Kingsley Kennerley | 0           | Rex Williams           | 0            |            |            |  |  |                        |              |        |
|  | Inghilterra (bandiera)      |                        |                    |             | Rex Williams           | 0            |            |            |  |  |                        |              |        |
|  | Inghilterra (bandiera)      | Kingsley Kennerley     | 1                  |             |                        |              |            |            |  |  |                        |              |        |
|  |                             |                        |                    |             |                        |              |            |            |  |  | Inghilterra (bandiera) | John Spencer | 0      |
|  |                             |                        | Galles (bandiera)  | Ray Reardon | 1                      |              |            |            |  |  |                        |              |        |
|  | Inghilterra (bandiera)      | John Pulman            | 1                  |             |                        |              |            |            |  |  |                        |              |        |
|  | Galles (bandiera)           | Gary Owen              | 0                  |             |                        |              |            |            |  |  |                        |              |        |
|  | Galles (bandiera)           | Gary Owen              | 0                  |             | Inghilterra (bandiera) | John Pulman  | 0          |            |  |  |                        |              |        |
|  |                             |                        |                    |             | Inghilterra (bandiera) | John Pulman  | 0          |            |  |  |                        |              |        |
|  |                             | Galles (bandiera)      | Ray Reardon        | 1           |                        |              |            |            |  |  |                        |              |        |
|  | Inghilterra (bandiera)      | Galles (bandiera)      | Ray Reardon        | 1           | Fred Davis             | 0            |            |            |  |  |                        |              |        |
|  | Inghilterra (bandiera)      |                        |                    |             | Fred Davis             | 0            |            |            |  |  |                        |              |        |
|  | Galles (bandiera)           | Ray Reardon            | 1                  |             |                        |              |            |            |  |  |                        |              |        |